# Ceclavín
Ceclavín település Spanyolországban, Cáceres tartományban. Ceclavín Alcántara, Zarza la Mayor, Moraleja, Cachorrilla, Pescueza és Acehúche községekkel határos. Lakosainak száma 1781 fő (2024).

## Népesség
A település népessége az elmúlt években az alábbi módon változott:
| Lakosok száma | 2212 | 2109 | 2114 | 2054 | 2020 | 1957 | 1897 | 1840 | 1801 | 1781 |
|               | 2001 | 2004 | 2006 | 2009 | 2011 | 2014 | 2016 | 2019 | 2021 | 2024 |